# Carl Willman
Carl Johan August Willman, född 13 februari 1815 i Stockholm, död 15 februari 1860 i Stockholm, var en svensk assessor och målare.
Han var son till kamreren Lorentz Henrik Willman och Christina Catharina Sundblad och från 1845 gift med Vivica Callerholm samt far till gravören Nils August Willman och bror till Carolina Vilhelmina von Rosén. Willman avlade hovrättsexamen 1835 och avslutade sin yrkeskarriär som assessor 1847. Vid sidan av sin tjänst var han verksam som konstnär och medverkade i Konstakademiens utställning 1834 med ett jaktmotiv utfört i olja.